# Racloir
Les racloirs sont des outils très anciens qui ont pour fonction de parfaire l'état d'une surface travaillée, en particulier la surface d'une pièce de bois après le rabotage.

## Outil préhistorique
En archéologie préhistorique, le terme racloir désigne un outil de pierre taillée réalisé en retouchant le bord d’un éclat de façon à le régulariser. Cet outil apparaît dès l’Acheuléen mais est particulièrement typique du Moustérien, industrie de l’Homme de Néandertal.

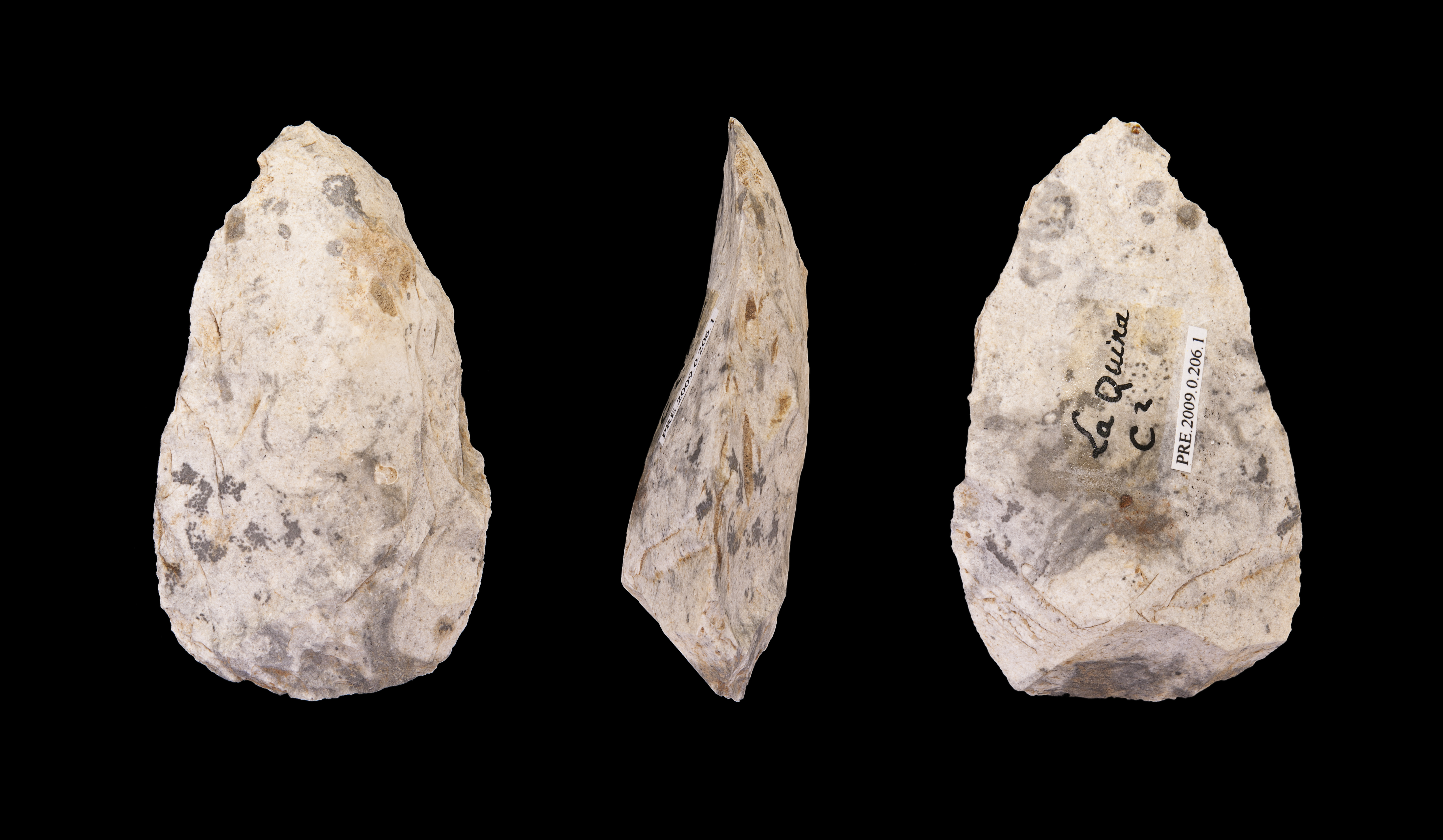
Racloir moustérien au Muséum de Toulouse.
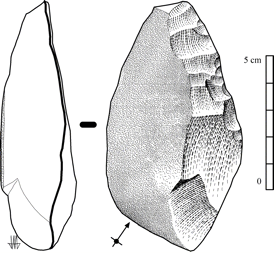
Racloir acheuléen en quartzite.
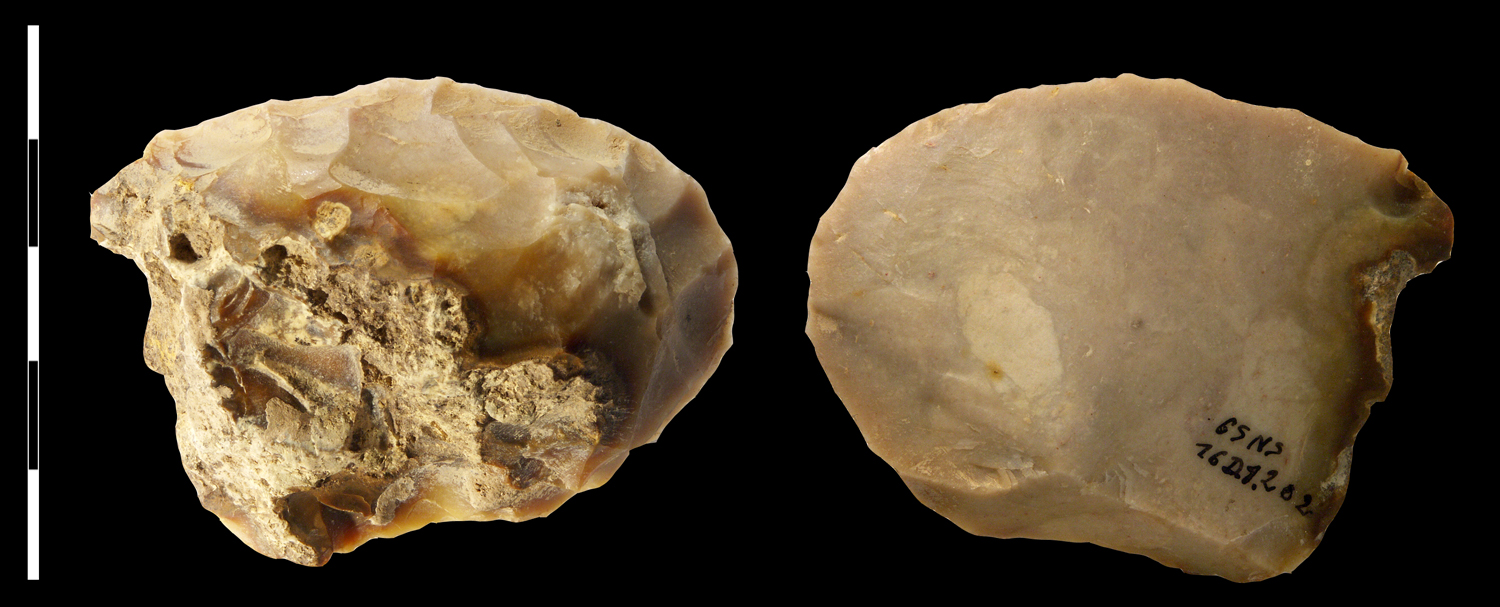
Racloir moustérien en silex.

## Outil moderne
En sculpture et en menuiserie, les racloirs sont très largement utilisés pour les fonds composant les bas et hauts reliefs. Il s'agit de pièces métalliques plates, fines et rigides, affûtées de manière à racler le bois en dégageant de minuscules copeaux (d'où le nom de racloirs).
Les racloirs peuvent être rectangulaires ou posséder des formes variées, toujours en adéquation avec leur utilisation (en d'autres termes, chaque racloir est destiné à un travail précis.) Ainsi, certains racloirs peuvent posséder des formes arrondies variées pour accéder aux moindres recoins d'une pièce travaillée ou sculptée. Après le travail au racloir, on peut parfaire l'état de surface par un ponçage à grain fin. Viendra ensuite seulement le bouche porage qui permettra d'appliquer le produit de finition sur l'objet en bois. L'avantage du racloir est qu'il coupe la fibre du bois et lui confère ainsi un magnifique brillant, contrairement au papier à poncer, qui lui abîme la fibre et donc la ternit. C'est pour cette raison qu'il est très usité en lutherie, où le bois doit être autant que possible mis en valeur.
Les racloirs sont des outils éprouvants pour les extrémités des doigts et les mains qui sont très sollicités pendant l'opération. Il existe donc désormais des porte-racloirs qui facilitent grandement leur utilisation.